# Élections au Malawi
Le Malawi élit au niveau national le chef d'État, le président et le pouvoir législatif. Le président et le vice-président sont élus pour un mandat de 5 ans par un suffrage universel uninominal majoritaire à un tour. L'Assemblée nationale du Malawi est également élue pour un mandat de 5 ans dans une circonscription électorale.
Les citoyens âgés de plus de 18 ans peuvent voter. Les étrangers qui vivent depuis plus de 7 ans au Malawi peuvent également voter.

## Commission électorale
La commission électorale est un organe indépendant dont aucun des membres ne doit appartenir aux pouvoirs exécutif ou législatif. La commission est formée d'un président et d'au moins 6 membres.